# John Beal (actor)
John Beal (13 de agosto de 1909 – 26 de abril de 1997) fue un actor de nacionalidad estadounidense.

## Biografía
Su verdadero nombre era James Alexander Bliedung Beal, y nació en Joplin, Missouri. Su padre poseía unos grandes almacenes, y Beal se formó en la Escuela de negocios Wharton con el fin de ganarse la vida con el comercio. Estando en Wharton, Beal pasaba parte del tiempo haciendo historietas para la revista de humor de la escuela, además de cantar en producciones del club Mask and Wig.
Poco después de obtener su graduación en el college en 1930, Beal empezó a actuar con el Hedgerow Theatre. Beal originalmente iba a ir a Nueva York a estudiar arte, pero le surgió una oportunidad para hacer una sustitución en una obra teatral, lo cual le hizo cambiar de proyecto.
Beal empezó a actuar en el cine en los años 1930, trabajando con Katharine Hepburn en el film de 1934 de RKO Pictures The Little Minister, entre otras cintas. Uno de sus papeles más destacados fue el de Marius Pontmercy en Les Misérables (1935). Siguió trabajando en el cine durante la Segunda Guerra Mundial, en la cual sirvió dentro de los Servicios Especiales, en la First Motion Picture Unit,  como actor y director de los shows y películas de entretenimiento e instrucción de las Fuerzas Aéreas del Ejército de los Estados Unidos.
Tras la guerra, Beal tuvo papeles protagonistas en los dramas Alimony (1949) y My Six Convicts (1952).
En los años 1950, Beal también empezó a actuar en varios shows televisivos haciendo, entre otros papeles, el de Philip Deidesheimer en un episodio de 1959 de Bonanza,  "The Deidesheimer Story".
Fue contratado para hacer el papel de Jim Matthews en la serie Another World en 1964, pero fue despedido por la creadora del programa, Irna Phillips, tras rodar un único episodio.
También actuó en The Waltons, en el episodio 13 de la tercera temporada, "The Visitor", emitido en diciembre de 1974. Continuando con su trayectoria cinematográfica y televisiva, fue el Juez Vail en la serie Sombras tenebrosas durante 9 capítulos. 
John Beal falleció en 1997, a los 87 años de edad, en Santa Cruz, California, dos años después de sufrir un ictus. Beal había estado casado con la actriz Helen Craig, con la cual tuvo dos hijas, Theodora Emily y Tandy Johanna.

## Filmografía (selección)
- 1933 : Another Language, de Robert Montgomery
- 1934 : Hat, Coat and Glove, de Worthington Miner
- 1934 : The Little Minister, de Richard Wallace
- 1935 : Laddie, de George Stevens
- 1935 : Les Misérables, de Richard Boleslawski
- 1935 : Break of Hearts, de Philip Moeller
- 1936 : M'Liss, de George Nichols Jr.
- 1937 : We Who Are About to Die, de Christy Cabanne
- 1937 : The Man Who Found Himself, de Lew Landers
- 1937 : Border Café, de Lew Landers
- 1937 : Madame X, de Sam Wood
- 1937 : Double Wedding, de Richard Thorpe
- 1937 : Danger Patrol, de Lew Landers
- 1937 : Beg, Borrow or Steal, de Wilhelm Thiele
- 1938 : Port of Seven Seas, de James Whale
- 1938 : I Am the Law, de Alexander Hall
- 1938 : The Arkansas Traveler, de Alfred Santell
- 1939 : The Great Commandment, de Irving Pichel
- 1939 : The Cat and the Canary, de Elliott Nugent
- 1941 : Ellery Queen and the Perfect Crime, de James P. Hogan'
- 1941 : Doctors Don't Tell, de Jacques Tourneur
- 1942 : One Thrilling Night, de William Beaudine
- 1942 : Atlantic Convoy, de Lew Landers
- 1942 : Stand by All Networks, de Lew Landers
- 1943 : Let's Have Fun, de Charles Barton
- 1943 : Edge of Darkness, de Lewis Milestone
- 1947 : Key Witness, de D. Ross Lederman
- 1947 : Messenger of Peace, de Frank R. Strayer
- 1948 : So Dear to My Heart, de Harold D. Schuster y Hamilton Luske
- 1949 : Alimony, de Alfred Zeisler
- 1949 : Chicago Deadline, de Lewis Allen
- 1949 : Song of Surrender, de Mitchell Leisen
- 1952 : My Six Convicts, de Hugo Fregonese
- 1953 : The Trip to Bountiful (telefilm)
- 1953 : Remains to Be Seen, de Don Weis
- 1953 : Freedom Rings (serie TV)
- 1957 : The Vampire, de Paul Landres
- 1957 : That Night!, de John Newland
- 1959 : The Sound and the Fury, de Martin Ritt
- 1960 : Road to Reality (serie TV)
- 1960 : Ten Who Dared, de William Beaudine
- 1964 : Another World (serie TV)
- 1968 : A Case of Libel (telefilm)
- 1970 : Sombras tenebrosas (serie TV)
- 1973 : The House That Cried Murder, de Jean-Marie Pélissié
- 1975 : The Legend of Lizzie Borden (telefilm)
- 1976 : The Adams Chronicles (miniserie TV)
- 1977 : Eleanor and Franklin: The White House Years (telefilm)
- 1979 : Jennifer: A Woman's Story (telefilm)
- 1983 : Amityville III: The Demon, de Richard Fleischer
- 1990 : The Kid Who Loved Christmas (telefilm)
- 1993 : The Firm, de Sydney Pollack